# Шандриголово
Шандриго́лово (или Шандрыголово) ранее Шандриго́ловка (укр. Шандриголове) — село в Краматорском районе Донецкой области Украины, центр Шандриголовского сельского совета. 

## Население
Население по переписи 2001 года составляло 1035 человек.

## История
Слобода Шандригайлова ранее относилась к Шандриголовской волости Изюмского уезда Харьковской губернии. К находившемуся в слободе приходу святого пророка и апостола Иоанна Богослова (Харьковской епархии) относились сёла: Варваровка, Овсянка, Дерилов, Дмитровка, Ивановка, Краснощековка (Червонощековка), Лозовое (Лозоватый), Петровка, Редкодуб; хутора: Выползовский, Жолобки, Злодеевка, Карповка, Кузьминский, Новоселовка, Ревчаков, Средний.
В 1923 году в Украинской ССР прошла административно-территориальная реформа, в ходе которой были упразднены уезды и созданы районы. В 1920-х годах была центром небольшого Шандриголовского района Изюмского округа Харьковской губернии УССР, который позднее был упразднён.
В советские годы храм святого Иоанна Богослова был разрушен. В 1990-е годы восстановлен приход, а затем построен новый храм.
С мая по сентябрь 2022 года село находилось под оккупацией ВС РФ. 26-27 сентября, в ходе битвы за Лиман, село освобождено ВСУ.

## Достопримечательности
Около села находится гидрологический памятник природы местного значения «Родники».